# جاناتان ادواردز (بازیکن فوتبال اهل انگلستان)
جاناتان ادواردز (انگلیسی: Jonathan Edwards؛ زادهٔ ۲۴ نوامبر ۱۹۹۶) بازیکن فوتبال اهل بریتانیا است.
از باشگاه‌هایی که در آن بازی کرده‌است می‌توان به باشگاه فوتبال پیتربورو یونایتد اشاره کرد.